# Giuseppe Antonio Brescianello
Giuseppe Antonio Brescianello (kolem 1690 Bologna – 4. října 1758 Stuttgart) byl italský hudební skladatel a houslista působící v Německu. Poprvé je doložen k roku 1715, kdy byl najat jako houslista mnichovské dvorní kapely. Následujícího roku se stal hudebním ředitelem u dvora ve Stuttgartu, kapelníkem byl jmenován roku 1717. Roku 1718 tam vytvořil pastorální operu La Tisbe. Roku 1737 byl orchestr z finančních důvodů rozpuštěn, Brescianello ztratil místo a věnoval se více komponování. Roku 1744 byl dvorní orchestr obnoven a Brescianello stanul opět v jeho čele, kde setrval až do svého odchodu na odpočinek někdy mezi roky 1751 a 1755. Jeho následovníky byli Ignaz Holzbauer a po něm Niccolò Jommelli.